# 1131
Cette page concerne l'année 1131  du calendrier julien.
L'année 1131 est une année commune qui commence un jeudi.

## Événements

### Proche-Orient
- 7 mai : attentat de la secte des Assassins contre l’atabek de Damas Bouri. Blessé, il meurt en juin 1132, après 13 mois de souffrances[1].

- 21 août : mort du roi de Jérusalem Baudouin II[2]. Comme il n’a pas d’héritier mâle, Foulques d’Anjou, récemment arrivé d’Europe par mer, lui succède. Il a épousé Mélisende, fille de Baudouin, la sœur aînée d’Alix.

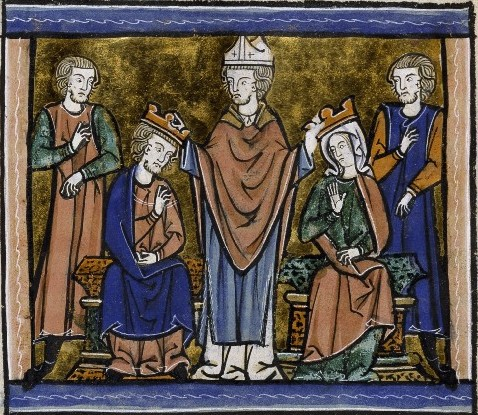
14 septembre : couronnement de Mélisende et de Foulques d’Anjou. Miniature du XIIIe siècle.

- 14 septembre : couronnement de Mélisende et de Foulques V d’Anjou le Jeune, roi chrétien de Jérusalem (fin de règne en 1143)[2]. Dès son arrivée au pouvoir, Foulques doit faire face à une nouvelle révolte menée par Alix, qui ne sera réprimée qu’avec difficulté. En Palestine même, la révolte gronde. Une rumeur accuse la reine Mélisende d’entretenir une relation amoureuse avec un jeune chevalier, Hugues II du Puiset-Jaffa. L’affaire divise la noblesse franque. Se sentant menacé, Hugues trouve refuge à Ascalon, auprès des Égyptiens, qui lui confient des troupes avec lesquelles il s’empare de Jaffa. Il en est chassé quelques semaines plus tard (décembre 1132)[3].

- Septembre : mort du sultan saljûqide Mahmud II à l’âge de 26 ans[4]. Une nouvelle guerre de succession éclate. Le calife abbasside Al-Mustarchid bi-llah, promettant à chaque prétendant de faire la prière dans les mosquées en son nom, devient le véritable arbitre de la situation. L’atabek de Mossoul Zanki marche alors sur Bagdad, mais est écrasé près de Tikrit[3] le 2 mars 1132[5].

### Europe
- 7 janvier : assassinat de Knud Lavard. Le jarl du Slesvig, Knud Lavard, neveu du roi Niels de Danemark, a soumis les Obodrites et s’est fait proclamé leur roi, sous la suzeraineté de l’empereur Lothaire II (1129). Le fils du roi, Magnus, inquiet de sa puissance pour son avenir, le fait assassiner. Knud sera canonisé. Le pays entre dans une période de guerres dynastiques jusqu’en 1157. Erik II Emune (le mémorable) prend la tête des révoltés contre Niels après l’assassinat de Knud Lavard[6].

- 1er mars : mort d’Étienne II de Hongrie[7]. Vaincu par l’empereur d’Orient Jean II Comnène, Étienne abdique en faveur de son cousin Béla II (à qui Koloman avait fait crever les yeux) puis se retire dans un monastère. Il meurt peu après.

- 28 avril : couronnement de Béla II de Hongrie, l’aveugle[7]. Son épouse Hélène prend les rênes du pouvoir. Elle convoque une assemblée nationale dans la plaine d’Arad et fait assassiner 68 magnats soupçonnés d’avoir comploté avec Koloman contre Béla pour lui crever les yeux[8].

- 19 juillet : Raimond Béranger IV le Vieux (1115-1162) devient comte de Barcelone[9].

- 19 octobre : ouverture du concile de Reims. Excommunication d’Anaclet II[10].

- 8 septembre : les barons anglo-normands prêtent serment de reconnaître Mathilde l’Emperesse comme héritière du trône d’Angleterre[11].

- 25 octobre : Louis le Jeune est sacré roi à Reims, du vivant de son père, par le pape Innocent II, après la mort accidentelle de son frère aîné Philippe le 13 octobre[12].

- Octobre : le roi d’Aragon Alphonse le Batailleur, qui assiège Bayonne alors aux mains de Guillaume X d'Aquitaine, rédige son testament, et choisit parmi ses héritiers plusieurs ordres militaires (Hospitaliers, Templiers et chevaliers du Saint-Sépulcre)[9].

- Gilbert de Sempringham fonde un ordre de moniales, le seul ordre d’origine purement anglaise[13].